# The War Lord
The War Lord (bra: O Senhor da Guerra) é um filme estadunidense de 1965, do gênero drama épico, ambientado na Idade Média, produzido por Walter Seltzer, e baseado na peça teatralThe Lovers, de Leslie Stevens.

## Sinopse
Chrysagon é um nobre guerreiro que recebe do Duque da Normandia a posse de um território inóspito, assolado por frequentes ataques dos bárbaros frísios, e onde os camponeses de uma pequena aldeia, embora cristianizados, conservam-se fiéis aos antigos cultos celtas. Ao se apaixonar por uma camponesa, o normando não hesita em arrancá-la de seu noivo, no dia das núpcias, apelando para o  jus primae noctis, e provocando uma aliança entre os aldeões e os frísios para atacar o castelo (torre) do "senhor da guerra".

## Elenco principal
- Charlton Heston ...  Chrysagon
- Richard Boone ...    Bors
- Rosemary Forsyth ... Bronwyn
- Maurice Evans ...    Padre
- Guy Stockwell ...    Draco
- Niall MacGinnis ...  Odins
- James Farentino ...  Marc
- Henry Wilcoxon ...   Príncipe frísio
- Sammy Ross ...       Volc
- John Alderson ...    Holbracht